# 巢父
巢父（？—？），相传为中国唐尧时代的隐士。巢居在树上，所以得名。尧要把君位让给他，他不接受。后来尧要传位给许由，他又建议许由隐居。